# Monstera epipremnoides
Espèce
Monstera epipremnoides est une espèce de lianes grimpantes de la famille des Araceae.

## Description
Monstera epipremnoides se caractérise par ses feuilles subcoriaces ovales, régulièrement pennatifides, qui peuvent atteindre 55 cm de long. Ses fleurs bisexuées sont groupées en spadices axillaires et cylindriques possédant une spathe convolutée. 
Jusqu'en 2019, date à laquelle la population sauvage de M. epipremnoides a été redécouverte, un clone cultivé d'une espèce non décrite scientifiquement a été identifié à tort comme M. epipremnoides alors qu'il n'avait que peu de points communs avec elle. Cette variété a de grandes feuilles ovales qui peuvent atteindre plus d'un mètre de longueur et ont des marges entières plutôt que d'être pennatifides. Après la découverte de sa classification incorrecte, on lui a attribué le nom de cultivar Monstera 'Esqueleto'. C'est cette variété qui est représentée ici plutôt que le véritable Monstera epipremnoides. 

## Répartition
Monstera epipremnoides se rencontre dans les forêts tropicales tropophiles d'Amérique centrale tropicale, au Nicaragua et au Costa Rica.

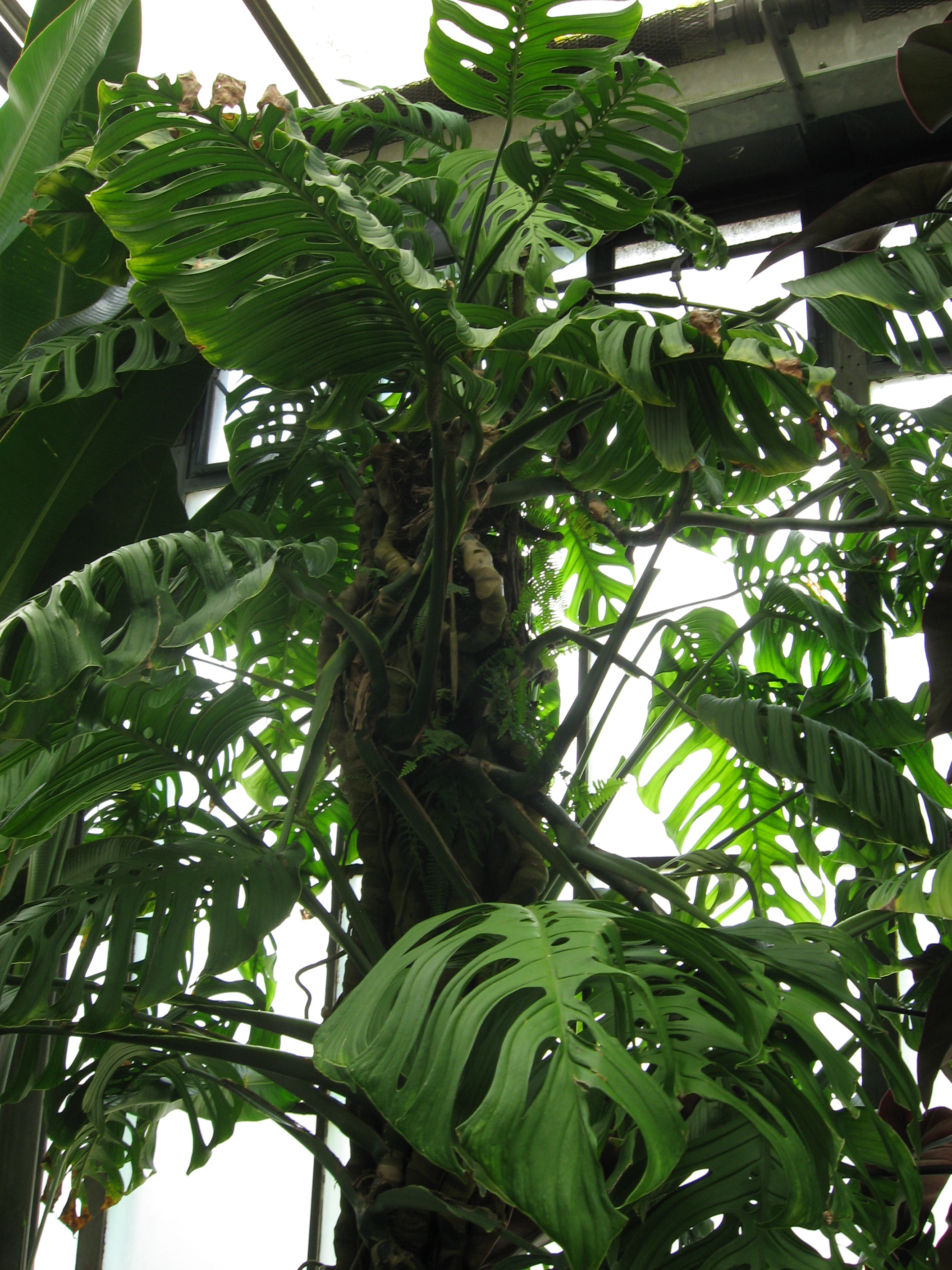
Monstera sp. aff. lechleriana 'Esqueleto' - plante non décrite précédemment identifiée à tort comme Monstera epipremnoides.

## Systématique
Le nom correct complet (avec auteur) de ce taxon est Monstera epipremnoides Engl.,.

### Publication originale
- (de + la) Adolf Engler, « Beiträge zur Kenntnis der Araceae. X. 18. Araceae novae », Botanische Jahrbücher fur Systematik, Pflanzengeschichte und Pflanzengeographie, Stuttgart, vol. 37,‎ 1905, p. 110-143 (ISSN 0006-8152, e-ISSN 2700-2810, lire en ligne, consulté le 3 juillet 2025).